# Purple Disco Machine/Diskografie
Diese Diskografie ist eine Übersicht über die musikalischen Werke des deutschen DJs und Musikproduzenten Purple Disco Machine und seiner Pseudonyme wie Stereofunk und dem Musikprojekt Popmuschi. Den Schallplattenauszeichnungen zufolge hat er bisher mehr als 4,8 Millionen Tonträger verkauft. Seine erfolgreichste Veröffentlichung ist die Single Hypnotized mit über 1,7 Millionen verkauften Einheiten.

## Alben

### Studioalben
| Jahr                     | Titel Musiklabel                    | Höchstplatzierung, Gesamtwochen, AuszeichnungChartplatzierungen (Jahr, Titel, Musiklabel, Platzierungen, Wochen, Auszeichnungen, Anmerkungen) | Höchstplatzierung, Gesamtwochen, AuszeichnungChartplatzierungen (Jahr, Titel, Musiklabel, Platzierungen, Wochen, Auszeichnungen, Anmerkungen) | Höchstplatzierung, Gesamtwochen, AuszeichnungChartplatzierungen (Jahr, Titel, Musiklabel, Platzierungen, Wochen, Auszeichnungen, Anmerkungen) | Anmerkungen                                                 |
| Jahr                     | Titel Musiklabel                    | DE | AT | CH | Anmerkungen                                                 |
| ------------------------ | ----------------------------------- | --- | --- | --- | ----------------------------------------------------------- |
| als Stereofunk           |                                     | | | |                                                             |
|                          |                                     | | | |                                                             |
| 2009                     | Fools Planet Klang Gymnastik (KG)   | — | — | — | Erstveröffentlichung: 20. August 2009                       |
| 2012                     | Radio Robotic Modulor Records (MOD) | — | — | — | Erstveröffentlichung: 31. August 2012                       |
| als Purple Disco Machine |                                     | | | |                                                             |
|                          |                                     | | | |                                                             |
| 2017                     | Soulmatic Sweat It Out Music (WMG)  | — | — | — | Erstveröffentlichung: 20. Oktober 2017                      |
| 2021                     | Exotica Columbia Records (Sony)     | DE8 (8 Wo.)DE | AT30 (1 Wo.)AT | CH28 Platin · (3 Wo.)CH | Erstveröffentlichung: 15. Oktober 2021 Verkäufe: + 119.000  |
| 2024                     | Paradise Columbia Records (Sony)    | DE11 (3 Wo.)DE | AT15 (2 Wo.)AT | CH13 (2 Wo.)CH | Erstveröffentlichung: 20. September 2024 Verkäufe: + 22.000 |

### EPs
| Jahr                     | Titel Musiklabel                            | Anmerkungen                                                     |
| ------------------------ | ------------------------------------------- | --------------------------------------------------------------- |
| als Stereofunk           |                                             |                                                                 |
|                          |                                             |                                                                 |
| 2005                     | Music Vinylstars Black Series (Sweet-N-Low) | Erstveröffentlichung: 2005 feat. Saint Martinique               |
| 2005                     | First Contact Klang Gymnastik (KG)          | Erstveröffentlichung: 19. September 2005 mit Saint Martinique   |
| 2006                     | Hip Hip Hurra Superfancy Recordings (SFR)   | Erstveröffentlichung: 24. Juli 2006                             |
| 2006                     | Gipfeltreffen KarateMusik (KK)              | Erstveröffentlichung: 6. Oktober 2006 als Stereofreak mit Oscar |
| 2006                     | Rakete Superfancy Recordings (SFR)          | Erstveröffentlichung: 27. November 2006 mit Andre Tränkner      |
| 2011                     | The Mighty Simma Records (SIM)              | Erstveröffentlichung: 10. Januar 2011 mit Markus Lange          |
| als Purple Disco Machine |                                             |                                                                 |
|                          |                                             |                                                                 |
| 2011                     | Sgt. Killer Klang Gymnastik (KG)            | Erstveröffentlichung: 5. August 2011                            |
| 2015                     | Purple Pianos Kittball Records (KR)         | Erstveröffentlichung: 2. März 2015                              |
| 2015                     | RPMD Nurvous Records (NR)                   | Erstveröffentlichung: 31. Juli 2015 mit Robosonic               |
| 2015                     | Tank Drop Kittball Records (KR)             | Erstveröffentlichung: 14. Dezember 2015                         |
| 2016                     | Walls Kittball Records (KR)                 | Erstveröffentlichung: 23. September 2016                        |
| 2019                     | Emotion Columbia Records (Sony)             | Erstveröffentlichung: 19. Juli 2019                             |

### Remixalben
| Jahr | Titel Musiklabel                       | Anmerkungen                                                                  |
| ---- | -------------------------------------- | ---------------------------------------------------------------------------- |
| 2021 | Club Exotica Sweat It Out Music (Sony) | Erstveröffentlichung: 17. Dezember 2021 Verkäufe werden Exotica hinzuaddiert |

## Singles
| Jahr                           | Titel Album                                        | Höchstplatzierung, Gesamtwochen, AuszeichnungChartplatzierungen (Jahr, Titel, Album, Platzierungen, Wochen, Auszeichnungen, Anmerkungen) | Höchstplatzierung, Gesamtwochen, AuszeichnungChartplatzierungen (Jahr, Titel, Album, Platzierungen, Wochen, Auszeichnungen, Anmerkungen) | Höchstplatzierung, Gesamtwochen, AuszeichnungChartplatzierungen (Jahr, Titel, Album, Platzierungen, Wochen, Auszeichnungen, Anmerkungen) | Anmerkungen                                                                                                |
| Jahr                           | Titel Album                                        | DE | AT | CH | Anmerkungen                                                                                                |
| ------------------------------ | -------------------------------------------------- | --- | --- | --- | --- |
| mit Sven Göpfert als Popmuschi |                                                    | | | | |
|                                |                                                    | | | | |
| 2006                           | Sometimes I Feel –                                 | — | — | — | Erstveröffentlichung: 30. Oktober 2006                                                                     |
| 2007                           | Get On –                                           | — | — | — | Erstveröffentlichung: 3. Juli 2007                                                                         |
| 2008                           | Magic Flight –                                     | — | — | — | Erstveröffentlichung: 25. Februar 2008                                                                     |
| 2008                           | Freak Your Soul –                                  | — | — | — | Erstveröffentlichung: 11. Juli 2008                                                                        |
| 2008                           | Gesichtskosmetik –                                 | — | — | — | Erstveröffentlichung: 12. Mai 2008                                                                         |
| 2009                           | El verano –                                        | — | — | — | Erstveröffentlichung: 6. März 2009                                                                         |
| 2009                           | Once Again –                                       | — | — | — | Erstveröffentlichung: 30. Juni 2009                                                                        |
| als Stereofunk                 |                                                    | | | | |
|                                |                                                    | | | | |
| 2010                           | Silk Spectre II –                                  | — | — | — | Erstveröffentlichung: 11. Mai 2010 mit Markus Lange                                                        |
| 2010                           | Dr. Manhattan –                                    | — | — | — | Erstveröffentlichung: 8. Juli 2010 mit Markus Lange                                                        |
| 2010                           | Folk Song Fools Planet                             | — | — | — | Erstveröffentlichung: 7. Dezember 2010                                                                     |
| als Popmuschi                  |                                                    | | | | |
|                                |                                                    | | | | |
| 2011                           | Not the End –                                      | — | — | — | Erstveröffentlichung: 30. Dezember 2011                                                                    |
| 2012                           | Together –                                         | — | — | — | Erstveröffentlichung: 27. Januar 2012 mit Hochanstaendig                                                   |
| als Stereofunk                 |                                                    | | | | |
|                                |                                                    | | | | |
| 2012                           | Who Loves Mario? –                                 | — | — | — | Erstveröffentlichung: 1. Juni 2012                                                                         |
| 2012                           | Glamarella –                                       | — | — | — | Erstveröffentlichung: 21. August 2012 mit Compact Grey                                                     |
| als Purple Disco Machine       |                                                    | | | | |
|                                |                                                    | | | | |
| 2012                           | Let It Whip –                                      | — | — | — | Erstveröffentlichung: 13. September 2012                                                                   |
| als Stereofunk                 |                                                    | | | | |
|                                |                                                    | | | | |
| 2012                           | Pop That Shit! –                                   | — | — | — | Erstveröffentlichung: 21. Dezember 2012 mit Ostblockschlampen                                              |
| 2013                           | Sofa Dancer –                                      | — | — | — | Erstveröffentlichung: 6. September 2013                                                                    |
| als Purple Disco Machine       |                                                    | | | | |
|                                |                                                    | | | | |
| 2013                           | Move or Not –                                      | — | — | — | Erstveröffentlichung: 17. September 2013                                                                   |
| 2013                           | Funk –                                             | — | — | — | Erstveröffentlichung: 17. Dezember 2013                                                                    |
| 2014                           | People –                                           | — | — | — | Erstveröffentlichung: 24. Januar 2014 mit Teenage Mutants                                                  |
| 2014                           | Something About Us –                               | — | — | — | Erstveröffentlichung: 22. Mai 2014                                                                         |
| 2014                           | The Path –                                         | — | — | — | Erstveröffentlichung: 2. Juni 2014 mit Teenage Mutants                                                     |
| 2014                           | Musique –                                          | — | — | — | Erstveröffentlichung: 25. August 2014                                                                      |
| 2015                           | Get Lost –                                         | — | — | — | Erstveröffentlichung: 13. März 2015 mit Teenage Mutants                                                    |
| 2015                           | Soul So Sweet –                                    | — | — | — | Erstveröffentlichung: 31. August 2015 feat. Natalie Conway                                                 |
| 2015                           | L.O.V.E. –                                         | — | — | — | Erstveröffentlichung: 9. Oktober 2015 mit Boris Dlugosch                                                   |
| 2016                           | Set It Out –                                       | — | — | — | Erstveröffentlichung: 27. Mai 2016 mit Boris Dlugosch                                                      |
| 2016                           | Sambal Glitterbox – Discotheque                    | — | — | — | Erstveröffentlichung: 11. Juli 2016 mit Aeroplane                                                          |
| 2016                           | Counting on Me –                                   | — | — | — | Erstveröffentlichung: 19. Dezember 2016 mit Aeroplane feat. Aloe Blacc                                     |
| 2017                           | Devil in Me Soulmatic                              | — | — | — | Erstveröffentlichung: 21. Juli 2017 Verkäufe: + 200.000; feat. Joe Killington & Duane Harden               |
| 2017                           | Body Funk Soulmatic • Glitterbox – Discotheque     | — | — | — | Erstveröffentlichung: 29. September 2017 Original: Hot Streak – Body Work                                  |
| 2017                           | Love for Days Soulmatic • Glitterbox – Discotheque | — | — | — | Erstveröffentlichung: 3. November 2017 mit Boris Dlugosch feat. Karen Harding                              |
| 2018                           | Dished (Male Stripper) Glitterbox – Discotheque    | — | — | — | Erstveröffentlichung: 18. Mai 2018 Original: Man 2 Man meets Man Parrish – Male Stripper                   |
| 2018                           | Encore Soulmatic                                   | — | — | — | Erstveröffentlichung: 12. Oktober 2018 feat. Baxter                                                        |
| 2018                           | Music in You Soulmatic                             | — | — | — | Erstveröffentlichung: 19. Oktober 2018 feat. Lorenz Rhode                                                  |
| 2020                           | In My Arms –                                       | — | — | — | Erstveröffentlichung: 7. Februar 2020                                                                      |
| 2020                           | Hypnotized Exotica                                 | DE11 ×3Dreifachgold · (49 Wo.)DE | AT23 ×2Doppelplatin · (37 Wo.)AT | CH18 ×2Doppelplatin · (40 Wo.)CH | Erstveröffentlichung: 8. April 2020 Verkäufe: + 1.672.333; mit Sophie and the Giants                       |
| 2020                           | Exotica                                            | — | — | — | Erstveröffentlichung: 27. November 2020 mit Mind Enterprises                                               |
| 2021                           | Fireworks Exotica                                  | DE32 (18 Wo.)DE | AT34 Platin · (12 Wo.)AT | CH83 Gold · (6 Wo.)CH | Erstveröffentlichung: 19. Februar 2021 Verkäufe: + 239.000; feat. Moss Kena & The Knocks                   |
| 2021                           | Playbox Exotica                                    | — | — | — | Erstveröffentlichung: 18. Juni 2021                                                                        |
| 2021                           | Dopamine Exotica                                   | DE34 Gold · (23 Wo.)DE | AT52 Platin · (12 Wo.)AT | — | Erstveröffentlichung: 10. September 2021 Verkäufe: + 509.000; feat. Eyelar                                 |
| 2021                           | Rise Exotica (Deluxe-Edition)                      | — | — | — | Erstveröffentlichung: 3. Dezember 2021 feat. Tasita D’Mour                                                 |
| 2022                           | In the Dark Exotica (Deluxe-Edition)               | DE12 Gold · (35 Wo.)DE | AT26 Platin · (24 Wo.)AT | CH40 Gold · (28 Wo.)CH | Erstveröffentlichung: 21. Januar 2022 Verkäufe: + 598.000; mit Sophie and the Giants                       |
| 2022                           | Twisted Mind Exotica (Deluxe-Edition)              | — | — | — | Erstveröffentlichung: 4. März 2022 feat. Agnes                                                             |
| 2022                           | Wake Up! –                                         | — | — | — | Erstveröffentlichung: 3. Juni 2022 mit Bosq feat. Kaleta                                                   |
| 2022                           | Summer Lovin’ –                                    | — | — | — | Erstveröffentlichung: 28. Juli 2022 mit Cerrone                                                            |
| 2023                           | Substitution Paradise                              | DE18 Gold · (50 Wo.)DE | AT19 Platin · (32 Wo.)AT | CH19 Platin · (24 Wo.)CH | Erstveröffentlichung: 30. März 2023 Verkäufe: + 1.007.333; mit Kungs feat. Julian Perretta                 |
| 2023                           | Bad Company Paradise                               | — | — | — | Erstveröffentlichung: 2. Juni 2023                                                                         |
| 2023                           | Paradise                                           | DE— aDE | — | — | Erstveröffentlichung: 16. Juni 2023 feat. Sophie and the Giants                                            |
| 2023                           | Something on My Mind Paradise                      | DE— bDE | — | — | Erstveröffentlichung: 8. September 2023 feat. Duke Dumont & Nothing but Thieves                            |
| 2024                           | Beat of Your Heart Paradise                        | DE50 (10 Wo.)DE | — | — | Erstveröffentlichung: 26. Januar 2024 Verkäufe: + 29.000; feat. Ásdís                                      |
| 2024                           | Higher Ground Paradise                             | — | — | — | Erstveröffentlichung: 12. April 2024 feat. Roosevelt                                                       |
| 2024                           | Honey Boy Paradise                                 | DE— cDE | — | — | Erstveröffentlichung: 3. Mai 2024 Verkäufe: + 175.000; mit Benjamin Ingrosso feat. Nile Rodgers & Shenseea |
| 2024                           | Beat Fantasy –                                     | — | — | — | Erstveröffentlichung: 7. August 2024                                                                       |
| 2024                           | Die Maschine Paradise                              | — | — | — | Erstveröffentlichung: 6. September 2024 feat. Friedrich Lichtenstein                                       |
| 2024                           | All My Life Paradise                               | — | — | — | Erstveröffentlichung: 19. September 2024 feat. The Magician                                                |
| 2025                           | Dream Machine Paradise (Bonus Edition)             | — | — | — | Erstveröffentlichung: 17. April 2025 feat. Alison Goldfrapp                                                |
| 2025                           | Wonderful Life ’25 –                               | — | — | — | Erstveröffentlichung: 17. April 2025 mit Hurts                                                             |

## Musikvideos
| Jahr | Titel                                        | Regie                                 |
| ---- | -------------------------------------------- | ------------------------------------- |
| 2017 | Devil in Me                                  | Joseph Wright                         |
| 2018 | Dished (Male Stripper)                       |                                       |
| 2018 | Love for Days                                | Nicole Alexander                      |
| 2019 | Body Funk                                    | Nicole Alexander                      |
| 2019 | Don’t Start Now (Purple Disco Machine Remix) |                                       |
| 2020 | Hypnotized                                   | Mary Rozzi                            |
| 2020 | Exotica                                      | ja-m-es                               |
| 2021 | Fireworks                                    | Greg Barth                            |
| 2021 | Dopamine                                     | James Fitzgerald                      |
| 2021 | Money Money                                  | David Kitson                          |
| 2021 | Rise                                         | Juppi Juppsen, Mathias Lemaitre Sgard |
| 2022 | In the Dark                                  | Dimitri Tsvetkov                      |
| 2022 | Twisted Mind                                 | Klub Artefakt                         |
| 2023 | Substitution                                 | Swim Club                             |
| 2023 | Bad Company                                  | Katie Paul                            |
| 2023 | Paradise                                     | Samuel Douek                          |
| 2023 | Something on My Mind                         | Denisha Anderson                      |
| 2024 | Beat of Your Heart                           | NDVD                                  |
| 2024 | Higher Ground                                | Stefano Bertelli                      |
| 2024 | Honey Boy                                    | Alice Fassi                           |
| 2024 | Die Maschine                                 | Julia Mücke                           |
| 2025 | Wonderful Life ’25                           | Em Cole                               |

## Produktionen (Auswahl)
| Jahr | Titel Album                | Anmerkungen                                                                                         |
| ---- | -------------------------- | --------------------------------------------------------------------------------------------------- |
| 2021 | Ma stasera Materia (Terra) | Erstveröffentlichung: 18. Juni 2021 (Single) Interpretation: Marco Mengoni; Verkäufe: + 140.000     |
| 2021 | Mi fiderò Materia (Terra)  | Erstveröffentlichung: 31. Dezember 2021 (Single) Interpretation: Marco Mengoni; Verkäufe: + 100.000 |

## Promoveröffentlichungen
| Jahr | Titel Album                        | Anmerkungen                                                            |
| ---- | ---------------------------------- | ---------------------------------------------------------------------- |
| 2013 | My House / These Sheets –          | Erstveröffentlichung: 11. Juni 2013 Purple Disco Machine / James Silk  |
| 2014 | Something About Us / Red Balloon – | Erstveröffentlichung: 22. Mai 2014 Purple Disco Machine / Lexer        |
| 2014 | Luvit Musique –                    | Erstveröffentlichung: 5. September 2014 Mat.Joe / Purple Disco Machine |
| 2019 | Alien Attakk / Body Funk –         | Erstveröffentlichung: 2019 909d1sco / Purple Disco Machine             |

| Jahr                           | Titel Album                  | Anmerkungen                                          |
| ------------------------------ | ---------------------------- | ---------------------------------------------------- |
| als Stereofunk                 |                              |                                                      |
|                                |                              |                                                      |
| 2005                           | Let’s Rock! –                | Erstveröffentlichung: 2005                           |
| 2006                           | Deine Gier ist mein Begehr – | Erstveröffentlichung: 15. März 2006                  |
| 2006                           | Genau so! –                  | Erstveröffentlichung: 14. April 2006                 |
| mit Sven Göpfert als Popmuschi |                              |                                                      |
|                                |                              |                                                      |
| 2006                           | From London to Miami –       | Erstveröffentlichung: Juni 2006                      |
| als Stereofunk                 |                              |                                                      |
|                                |                              |                                                      |
| 2006                           | The One –                    | Erstveröffentlichung: Oktober 2006                   |
| 2007                           | Hip Hip Hurra, Pt. 2 –       | Erstveröffentlichung: 2007                           |
| 2007                           | Potzblitz & Donnerwetter –   | Erstveröffentlichung: 28. Februar 2007               |
| 2007                           | Feel My Way –                | Erstveröffentlichung: Mai 2007 mit Fabian Schumann   |
| 2008                           | Revolution –                 | Erstveröffentlichung: 16. Juni 2008 mit Finealizer   |
| 2008                           | Funkelnagelneu –             | Erstveröffentlichung: August 2008                    |
| als Popmuschi                  |                              |                                                      |
|                                |                              |                                                      |
| 2008                           | Gameboy / Gamegirl –         | Erstveröffentlichung: Dezember 2008                  |
| als Stereofunk                 |                              |                                                      |
|                                |                              |                                                      |
| 2009                           | Captain Funk –               | Erstveröffentlichung: März 2009                      |
| 2012                           | El patron –                  | Erstveröffentlichung: März 2012                      |
| als Purple Disco Machine       |                              |                                                      |
|                                |                              |                                                      |
| 2012                           | Heel –                       | Erstveröffentlichung: 6. April 2012 mit Compact Grey |
| 2013                           | Need Someone –               | Erstveröffentlichung: November 2013                  |

## Sonderveröffentlichungen

### Alben
| Jahr | Titel Musiklabel                                          | Anmerkungen                                                       |
| ---- | --------------------------------------------------------- | ----------------------------------------------------------------- |
| 2017 | Faze #68: Purple Disco Machine Dig dis! (MMT)             | Erstveröffentlichung: 17. November 2017 Teil der „Dig-dis!“-Reihe |
| 2019 | Glitterbox – Discotheque Glitterbox Recordings (Defected) | Erstveröffentlichung: 19. April 2019 Teil der „Glitterbox“-Reihe  |

| Jahr | Titel Musiklabel                            | Anmerkungen                                               |
| ---- | ------------------------------------------- | --------------------------------------------------------- |
| 2019 | Soulmatic Remixes Sweat It Out Music (Sony) | Erstveröffentlichung: 13. April 2019 RSD-Veröffentlichung |

### Lieder
| Jahr                     | Titel Album                                                                           | Anmerkungen                                                                              |
| ------------------------ | ------------------------------------------------------------------------------------- | ---------------------------------------------------------------------------------------- |
| als Stereofunk           |                                                                                       |                                                                                          |
|                          |                                                                                       |                                                                                          |
| 2005                     | Drowsy with Hope –                                                                    | Erstveröffentlichung: 2005 Interpretation: Vasco & Jersey                                |
| 2006                     | How Shall I Rock Thee? Pack EP, Vol. 12                                               | Erstveröffentlichung: 5. September 2006 Interpretation: Cloud 9                          |
| 2006                     | About You Phrase Pt. 1/2                                                              | Erstveröffentlichung: 10. September 2006 Interpretation: Photon                          |
| 2006                     | Inside of Me –                                                                        | Erstveröffentlichung: 20. November 2006 Interpretation: DJ Witali feat. Eve Justine      |
| 2007                     | Jokuvamana –                                                                          | Erstveröffentlichung: 2007 Interpretation: Armin Prayd                                   |
| 2007                     | Wait for Me –                                                                         | Erstveröffentlichung: 2007 Interpretation: Funk Manouver feat. Amaya Amaya               |
| 2007                     | Blade Runner Blade Runner – Esper ‘Retirement’ Edition (25th Anniversary Culmination) | Erstveröffentlichung: 2. März 2007 Interpretation: Tokra Thaan                           |
| 2007                     | Transformer –                                                                         | Erstveröffentlichung: 4. April 2007 Interpretation: Ryan Davis                           |
| 2007                     | Rockhampton City Lights –                                                             | Erstveröffentlichung: 15. Mai 2007 Interpretation: Tom Wax & Boris Alexander             |
| 2007                     | Ajowan Pepperjuice / Ajowan                                                           | Erstveröffentlichung: 18. Juni 2007 Interpretation: Nudisco                              |
| 2007                     | Cook It –                                                                             | Erstveröffentlichung: 21. September 2007 Interpretation: Pornbugs                        |
| 2007                     | Heartbreaker –                                                                        | Erstveröffentlichung: November 2007 Interpretation: Drehregler                           |
| 2007                     | Contrast –                                                                            | Erstveröffentlichung: 20. Dezember 2007 Interpretation: Saint Martinique                 |
| 2008                     | Lifetime –                                                                            | Erstveröffentlichung: 1. März 2008 Interpretation: Tokn                                  |
| 2008                     | Koradpala Kids Koradpala Woman / Koradpala Kids                                       | Erstveröffentlichung: April 2008 Interpretation: Armin Prayd                             |
| 2008                     | Get Fuzzy –                                                                           | Erstveröffentlichung: 16. Oktober 2008 Interpretation: Kevin Over                        |
| 2008                     | Silence –                                                                             | Erstveröffentlichung: 28. November 2008 Interpretation: Blackfeel Wite                   |
| 2009                     | 15 Seconds 15 Seconds – Remixes                                                       | Erstveröffentlichung: 2009 Interpretation: aUtOdiDakT feat. RQM                          |
| 2009                     | More Than Friends More Than Friends – Remixes                                         | Erstveröffentlichung: Oktober 2009 Interpretation: Fukkk Offf                            |
| 2009                     | Fight Club Fight Club Round 2                                                         | Erstveröffentlichung: 23. Oktober 2009 Interpretation: Electro Ferris                    |
| 2009                     | A Night in Marakulombo –                                                              | Erstveröffentlichung: 8. Dezember 2009 Interpretation: Armin Prayd                       |
| 2009                     | When Mr Hyde Killed Dr Jekyll When Mr Hyde Killed Dr Jekyll – Remixes                 | Erstveröffentlichung: 28. Dezember 2009 Interpretation: The Phantom’s Revenge            |
| 2010                     | Ever Never –                                                                          | Erstveröffentlichung: 2010 Interpretation: Ante Perry vs. Tube & Berger                  |
| 2010                     | On My Way –                                                                           | Erstveröffentlichung: 2010 Interpretation: Oliver Denzer                                 |
| 2010                     | Need to Know –                                                                        | Erstveröffentlichung: Januar 2010 Interpretation: Sc’nDl                                 |
| 2010                     | Dodgems –                                                                             | Erstveröffentlichung: 5. Februar 2010 Interpretation: Gooseflesh                         |
| 2010                     | Burn! Burn EP                                                                         | Erstveröffentlichung: 5. August 2010 Interpretation: Beatamines & Compact Grey           |
| 2010                     | Summer Spirit Summer Spirit (Official Summer Spirit Festival Anthem)                  | Erstveröffentlichung: 23. August 2010 Interpretation: Compact Grey & ZER                 |
| 2010                     | Rude Nudes Rude Nudes EP                                                              | Erstveröffentlichung: 22. Oktober 2010 Interpretation: Ostblockschlampen                 |
| 2011                     | Bitches from Ostblock –                                                               | Erstveröffentlichung: 8. Dezember 2011 Interpretation: Ostblockschlampen                 |
| 2012                     | Discooo –                                                                             | Erstveröffentlichung: 6. April 2012 Interpretation: Birdee                               |
| 2012                     | Monster 2K10 Monster 2K10 – The Remixes                                               | Erstveröffentlichung: 1. Juni 2012 Interpretation: Marcapasos & Janosh                   |
| 2012                     | Pod O Logy Pod O Logy EP                                                              | Erstveröffentlichung: 24. September 2012 Interpretation: Frederic De Carvalho            |
| 2012                     | Slave Slave / Sambuya                                                                 | Erstveröffentlichung: 26. Oktober 2012 Interpretation: Robot Needs Oil                   |
| 2014                     | Revenge Feel More / Revenge                                                           | Erstveröffentlichung: 30. Juni 2014 Interpretation: Tagteam Terror                       |
| als Purple Disco Machine |                                                                                       |                                                                                          |
|                          |                                                                                       |                                                                                          |
| 2011                     | Barbaro –                                                                             | Erstveröffentlichung: 17. Januar 2011 Interpretation: Tobias Schulz                      |
| 2011                     | Tangooli –                                                                            | Erstveröffentlichung: 13. Mai 2011 Interpretation: Raumakustik feat. Sunrise Live        |
| 2011                     | Super Duper –                                                                         | Erstveröffentlichung: 25. November 2011 Interpretation: Hochanstaendig                   |
| 2012                     | Famous Summer Sampler 2012, Pt. 2                                                     | Erstveröffentlichung: Juli 2012 Interpretation: Sofa Tunes                               |
| 2012                     | Pimpernuckel –                                                                        | Erstveröffentlichung: 6. Juli 2012 Interpretation: Alec Troniq                           |
| 2012                     | Roadtrip –                                                                            | Erstveröffentlichung: 16. Juli 2012 Interpretation: Beatamines & David Jach              |
| 2013                     | Two Hearts Two Hearts EP                                                              | Erstveröffentlichung: 2. August 2013 Interpretation: Lars Moston                         |
| 2013                     | Tangooli Port01 Labelsessions, Vol. 1                                                 | Erstveröffentlichung: 14. November 2013 Interpretation: Raumakustik                      |
| 2013                     | What I Want Port01 Labelsessions, Vol. 1                                              | Erstveröffentlichung: 14. November 2013 Interpretation: Fetzer & Henning                 |
| 2013                     | I’m Coming Home –                                                                     | Erstveröffentlichung: 25. November 2013 Interpretation: Dino Lenny                       |
| 2013                     | My Place –                                                                            | Erstveröffentlichung: 20. Dezember 2013 Interpretation: Fat Sushi & Roland Clark         |
| 2014                     | Cars Kitties Go Deep, Vol. 2                                                          | Erstveröffentlichung: 10. Februar 2014 Interpretation: Veerus & Maxie Devine             |
| 2014                     | Felicity Nu Disco 2014 – The Compilation                                              | Erstveröffentlichung: 28. Februar 2014 Interpretation: Adam Stacks                       |
| 2014                     | In You Remixed E.P.                                                                   | Erstveröffentlichung: 10. April 2014 Interpretation: Wild Culture & Juliet Sikora        |
| 2014                     | Lose Control Lose Control EP                                                          | Erstveröffentlichung: 16. Juni 2014 Interpretation: Ran Salman                           |
| 2014                     | Feel the Bass Feel the Bass EP                                                        | Erstveröffentlichung: 20. Juni 2014 Interpretation: Dry & Bolinger                       |
| 2014                     | Gonna Get You Gonna Get You – Remixes                                                 | Erstveröffentlichung: 23. Juni 2014 Interpretation: Sharam Jey & Night Talk              |
| 2014                     | Changing Changing – Remixes                                                           | Erstveröffentlichung: 14. September 2014 Interpretation: Sigma feat. Paloma Faith        |
| 2014                     | Windrose Windrose 3014 EP                                                             | Erstveröffentlichung: 17. September 2014 Interpretation: Funkwerkstatt                   |
| 2014                     | Tania Tania – Remixes                                                                 | Erstveröffentlichung: 26. September 2014 Interpretation: Harry Romero                    |
| 2014                     | Between Us OFF Recordings 100                                                         | Erstveröffentlichung: 29. September 2014 Interpretation: Robosonic feat. Ashibah         |
| 2014                     | Do You Feel the Same? Do You Feel the Same? – Remix EP                                | Erstveröffentlichung: 8. Dezember 2014 Interpretation: Hercules & Love Affair            |
| 2014                     | Deceiver –                                                                            | Erstveröffentlichung: 8. Dezember 2014 Interpretation: Munk feat. Lizzie Paige           |
| 2014                     | Steam Milk & Sugar – Winter Sessions 2015                                             | Erstveröffentlichung: 19. Dezember 2014 Interpretation: Superlover                       |
| 2014                     | It’s on You –                                                                         | Erstveröffentlichung: 22. Dezember 2014 Interpretation: Sugar Hill & Wasabi              |
| 2015                     | This Feeling This Feeling (Remixes)                                                   | Erstveröffentlichung: 30. März 2015 Interpretation: L’Triс                               |
| 2015                     | Ecstasy Ecstasy – Remixes                                                             | Erstveröffentlichung: 8. April 2015 Interpretation: Sirens of Lesbos                     |
| 2015                     | Heartland –                                                                           | Erstveröffentlichung: 7. Juli 2015 Interpretation: Heartland                             |
| 2015                     | Dear Life Dear Life – Remixes                                                         | Erstveröffentlichung: 21. August 2015 Interpretation: Claptone                           |
| 2015                     | It’s You Love Inc Ibiza 2015                                                          | Erstveröffentlichung: 21. August 2015 Interpretation: The Shapeshifters feat. River      |
| 2015                     | A Simple Design                                                                       | Erstveröffentlichung: 31. August 2015 Interpretation: The Juan Maclean                   |
| 2015                     | Miss U Less, See You More 2.0 Faithless 2.0                                           | Erstveröffentlichung: 9. Oktober 2015 Interpretation: Faithless                          |
| 2015                     | Keep Pushin’ Keep Pushin’ – 2015 Remixes                                              | Erstveröffentlichung: 4. Dezember 2015 Interpretation: Boris Dlugosch                    |
| 2016                     | Always There DMC – Essential Club Hits 116                                            | Erstveröffentlichung: 16. März 2016 Interpretation: Alex Metric                          |
| 2016                     | Visions Visions – Remix                                                               | Erstveröffentlichung: 25. März 2016 Interpretation: Eli Escobar                          |
| 2016                     | The Morning After Glitterbox – Discotheque                                            | Erstveröffentlichung: 27. Mai 2016 Interpretation: Fallout                               |
| 2016                     | Breath Breath – Remixes                                                               | Erstveröffentlichung: 24. Juni 2016 Interpretation: SeeB feat. Neev                      |
| 2016                     | Ace It Clouds EP                                                                      | Erstveröffentlichung: 29. August 2016 Interpretation: Martin Waslewski                   |
| 2016                     | Clouds Clouds EP                                                                      | Erstveröffentlichung: 29. August 2016 Interpretation: Martin Waslefski                   |
| 2016                     | Alone with You Juicy Fruit Remixed                                                    | Erstveröffentlichung: 28. Oktober 2016 Interpretation: Kraak & Smaak feat. Cleopold      |
| 2016                     | Bad Decisions Bad Decisions – Remixes                                                 | Erstveröffentlichung: 28. Oktober 2016 Interpretation: Two Door Cinema Club              |
| 2016                     | London Headache –                                                                     | Erstveröffentlichung: 18. November 2016 Interpretation: Anabel Englund                   |
| 2017                     | Cloud 9 –                                                                             | Erstveröffentlichung: 3. März 2017 Interpretation: Jamiroquai                            |
| 2017                     | People on the High Line Music Complete – Remix EP                                     | Erstveröffentlichung: 7. April 2017 Interpretation: New Order                            |
| 2017                     | Andromeda –                                                                           | Erstveröffentlichung: 21. April 2017 Interpretation: Gorillaz feat. Shelley FKA DRAM     |
| 2017                     | Lola’s Theme Recut James Heaskell’s Back Row Beats Workout – Mixed                    | Erstveröffentlichung: 12. Mai 2017 Interpretation: The Shapeshifters                     |
| 2017                     | The Future The Future – Remixes                                                       | Erstveröffentlichung: 24. November 2017 Interpretation: Motez feat. Antony & Cleopatra   |
| 2017                     | Juice Juice – Remixes                                                                 | Erstveröffentlichung: 15. Dezember 2017 Interpretation: Chromeo                          |
| 2018                     | Ride or Die –                                                                         | Erstveröffentlichung: 23. März 2018 Interpretation: The Knocks feat. Foster the People   |
| 2018                     | At Night Glitterbox – Discotheque                                                     | Erstveröffentlichung: 4. Mai 2018 Interpretation: Shakedown                              |
| 2018                     | Batshit –                                                                             | Erstveröffentlichung: 13. Juli 2018 Interpretation: Sofi Tukker                          |
| 2018                     | Feel My Needs Glitterbox – Discotheque                                                | Erstveröffentlichung: 17. August 2018 Interpretation: Weiss                              |
| 2018                     | Praise You Glitterbox – Discotheque                                                   | Erstveröffentlichung: 9. November 2018 Interpretation: Fatboy Slim                       |
| 2018                     | Showbiz –                                                                             | Erstveröffentlichung: 9. November 2018 Interpretation: Yuksek feat. Villa                |
| 2018                     | Broken Blues Where Is the Love                                                        | Erstveröffentlichung: 7. Dezember 2018 Interpretation: Mousse T. feat. Andreya Trinana   |
| 2019                     | Play –                                                                                | Erstveröffentlichung: 25. Januar 2019 Interpretation: Jax Jones & Years & Years          |
| 2019                     | Treat You Better –                                                                    | Erstveröffentlichung: 15. Februar 2019 Interpretation: Rüfüs Du Sol                      |
| 2019                     | Giant Giant – Remixes                                                                 | Erstveröffentlichung: 8. März 2019 Interpretation: Calvin Harris & Rag ’n’ Bone Man      |
| 2019                     | Swimming Places Glitterbox – Discotheque                                              | Erstveröffentlichung: 17. Mai 2019 Interpretation: Julien Jabre                          |
| 2019                     | Back 25 Compost Records                                                               | Erstveröffentlichung: 24. Mai 2019 Interpretation: Lorenz Rhode                          |
| 2019                     | Holding Back DMC DJ Promo 244                                                         | Erstveröffentlichung: 29. Mai 2019 Interpretation: Three Degrees                         |
| 2019                     | In Degrees Everything Not Saved Will Be Lost – Part 1 – Remixes                       | Erstveröffentlichung: 16. September 2019 Interpretation: Foals                           |
| 2019                     | Joys –                                                                                | Erstveröffentlichung: 20. September 2019 Interpretation: Roberto Surace                  |
| 2019                     | Don’t Leave Me Lonely –                                                               | Erstveröffentlichung: 27. September 2019 Interpretation: Mark Ronson feat. Yebba         |
| 2019                     | Take Me Home Amniotic (Deluxe-Version)                                                | Erstveröffentlichung: 21. November 2019 Interpretation: Monolink                         |
| 2019                     | Don’t Start Now Don’t Start Now – Remixes                                             | Erstveröffentlichung: 6. Dezember 2019 Interpretation: Dua Lipa                          |
| 2019                     | (I’m Gonna) Love Me Again –                                                           | Erstveröffentlichung: 19. Dezember 2019 Interpretation: Elton John & Taron Egerton       |
| 2020                     | Mont Blanc –                                                                          | Erstveröffentlichung: 13. März 2020 Interpretation: Mind Enterprises                     |
| 2020                     | On My Mind Do You Dance?                                                              | Erstveröffentlichung: 1. Mai 2020 Interpretation: Diplo & Sidepiece                      |
| 2020                     | Drop the Pressure –                                                                   | Erstveröffentlichung: 29. Mai 2020 Interpretation: Claptone & Mylo                       |
| 2020                     | Ocean Drive Duality – Remixed                                                         | Erstveröffentlichung: 10. Juli 2020 Interpretation: Duke Dumont                          |
| 2020                     | Rain on Me –                                                                          | Erstveröffentlichung: 17. Juli 2020 Interpretation: Lady Gaga & Ariana Grande            |
| 2020                     | Magic Disco (Guest-List-Edition)                                                      | Erstveröffentlichung: 9. Oktober 2020 Interpretation: Kylie Minogue                      |
| 2020                     | Trouble’s Coming –                                                                    | Erstveröffentlichung: 29. Oktober 2020 Interpretation: Royal Blood                       |
| 2021                     | Losers –                                                                              | Erstveröffentlichung: 26. März 2021 Interpretation: Balthazar                            |
| 2021                     | Let the Sun Shine –                                                                   | Erstveröffentlichung: 23. April 2021 Interpretation: Milk & Sugar                        |
| 2021                     | All I Want –                                                                          | Erstveröffentlichung: 28. Mai 2021 Interpretation: Boys Noize feat. Jake Shears          |
| 2021                     | Menergy –                                                                             | Erstveröffentlichung: 23. Juli 2021 Interpretation: Patrick Cowley & Sylvester           |
| 2021                     | She Can’t Love You –                                                                  | Erstveröffentlichung: 23. Juli 2021 Interpretation: Chemise                              |
| 2021                     | Groovejet (If This Ain’t Love) –                                                      | Erstveröffentlichung: 5. November 2021 Interpretation: Spiller feat. Sophie Ellis-Bextor |
| 2021                     | Don’t You Want Me –                                                                   | Erstveröffentlichung: 19. November 2021 Interpretation: The Human League                 |
| 2022                     | I Still Believe –                                                                     | Erstveröffentlichung: 11. März 2022 Interpretation: Diana Ross                           |
| 2022                     | About Damn Time –                                                                     | Erstveröffentlichung: 18. Mai 2022 Interpretation: Lizzo                                 |
| 2022                     | It’s a War –                                                                          | Erstveröffentlichung: 19. August 2022 Interpretation: Kano                               |
| 2022                     | Coma Cat –                                                                            | Erstveröffentlichung: 30. September 2022 Interpretation: Tensnake                        |
| 2022                     | Hold Me Closer –                                                                      | Erstveröffentlichung: 21. Oktober 2022 Interpretation: Britney Spears & Elton John       |
| 2023                     | Compliance –                                                                          | Erstveröffentlichung: 21. April 2023 Interpretation: Muse                                |
| 2023                     | Mess It Up –                                                                          | Erstveröffentlichung: 17. November 2023 Interpretation: The Rolling Stones               |
| 2025                     | Born Again –                                                                          | Erstveröffentlichung: 25. Februar 2025 Interpretation: Lisa feat. Doja Cat & Raye        |

## Statistik

### Chartauswertung
|                     | DE    | AT    | CH    |
| ------------------- | ----- | ----- | ----- |
| Nummer-eins-Alben   | DE—DE | AT—AT | CH—CH |
| Top-10-Alben        | DE1DE | AT—AT | CH—CH |
| Alben in den Charts | DE2DE | AT2AT | CH2CH |

|                       | DE    | AT    | CH    |
| --------------------- | ----- | ----- | ----- |
| Nummer-eins-Singles   | DE—DE | AT—AT | CH—CH |
| Top-10-Singles        | DE—DE | AT—AT | CH—CH |
| Singles in den Charts | DE6DE | AT5AT | CH4CH |

### Auszeichnungen für Musikverkäufe
| Goldene Schallplatte - Belgien - 2021: für die Single Hypnotized - Finnland - 2021: für die Single Hypnotized - Frankreich - 2023: für die Single Dopamine - 2024: für das Album Exotica - 2024: für die Single Fireworks - Griechenland - 2024: für die Single Substitution - Italien - 2022: für die Single Dopamine - 2024: für das Album Exotica - Niederlande - 2021: für die Single Hypnotized - Norwegen - 2025: für die Single Honey Boy - Polen - 2022: für die Single Fireworks - 2023: für die Single Dopamine - 2024: für die Single Honey Boy - 2024: für die Single Beat of Your Heart - Ungarn - 2025: für das Album Paradise | Platin-Schallplatte - Belgien - 2024: für die Single Substitution - Frankreich - 2023: für die Single Devil in Me - 2023: für die Single In the Dark - Italien - 2021: für die Single Fireworks - 2022: für die Produktion Mi fiderò (Marco Mengoni) - 2022: für die Single In the Dark - 2023: für die Single Substitution - Polen - 2023: für die Single In the Dark - 2024: für das Album Exotica - 2024: für das Album Paradise - Schweden - 2024: für die Single Honey Boy - Spanien - 2024: für die Single Hypnotized - Tschechien - 2021: für die Single Hypnotized - Ungarn - 2022: für das Album Exotica - 2023: für die Single Dopamine - 2023: für die Single Fireworks - 2023: für die Single Hypnotized - 2025: für die Single Beat of Your Heart | 2× Platin-Schallplatte - Italien - 2021: für die Produktion Ma stasera (Marco Mengoni) - Ungarn - 2023: für die Single In the Dark 3× Platin-Schallplatte - Polen - 2023: für die Single Hypnotized - 2024: für die Single Substitution 5× Platin-Schallplatte - Italien - 2021: für die Single Hypnotized 6× Platin-Schallplatte - Ungarn - 2025: für die Single Substitution Diamantene Schallplatte - Frankreich - 2024: für die Single Hypnotized - 2025: für die Single Substitution |

Anmerkung: Auszeichnungen in Ländern aus den Charttabellen bzw. Chartboxen sind in ebendiesen zu finden.
| Land/RegionAuszeichnungen für Musikverkäufe (Land/Region, Auszeichnungen, Verkäufe, Quellen) | Gold       | Platin       | Diamant     | Verkäufe  | Quellen              |
| -------------------------------------------------------------------------------------------- | ---------- | ------------ | ----------- | --------- | -------------------- |
| Belgien (BRMA)                                                                               | Gold1      | Platin1      | —           | 60.000    | ultratop.be          |
| Deutschland (BVMI)                                                                           | 4× Gold4   | Platin1      | —           | 1.400.000 | musikindustrie.de    |
| Finnland (IFPI)                                                                              | Gold1      | —            | —           | 5.000     | Einzelnachweise      |
| Frankreich (SNEP)                                                                            | 3× Gold3   | 2× Platin2   | 2× Diamant2 | 1.316.666 | snepmusique.com      |
| Griechenland (IFPI)                                                                          | Gold1      | —            | —           | 10.000    | Einzelnachweise      |
| Italien (FIMI)                                                                               | 2× Gold2   | 11× Platin11 | —           | 935.000   | fimi.it              |
| Niederlande (NVPI)                                                                           | Gold1      | —            | —           | 40.000    | Einzelnachweise      |
| Norwegen (IFPI)                                                                              | Gold1      | —            | —           | 30.000    | ifpi.no              |
| Österreich (IFPI)                                                                            | —          | 6× Platin6   | —           | 180.000   | ifpi.at              |
| Polen (ZPAV)                                                                                 | 4× Gold4   | 9× Platin9   | —           | 490.000   | olis.pl              |
| Schweden (IFPI)                                                                              | —          | Platin1      | —           | 120.000   | sverigetopplistan.se |
| Schweiz (IFPI)                                                                               | 2× Gold2   | 4× Platin4   | —           | 100.000   | hitparade.ch         |
| Spanien (Promusicae)                                                                         | —          | Platin1      | —           | 60.000    | elportaldemusica.es  |
| Tschechien (IFPI)                                                                            | —          | Platin1      | —           | 10.000    | Einzelnachweise      |
| Ungarn (MAHASZ)                                                                              | Gold1      | 13× Platin13 | —           | 54.000    | slagerlistak.hu      |
| Insgesamt                                                                                    | 21× Gold21 | 50× Platin50 | 2× Diamant2 |           |                      |